# Preslava
Preslava Koleva Ivanova, conosciuta semplicemente come Preslava (in bulgaro Преслава Колева Иванова?; Dobrič, 26 giugno 1984), è una cantante bulgara.

## Biografia
La madre di Preslava si chiama Yanka e suo padre Nikola. Sua sorella Ivelina Koleva, più grande di lei, è un cantante di musica popolare bulgara. Preslava fece i suoi studi musicali presso la Scuola Nazionale di Dobrič, dove studiò canto popolare e violino. Prima di diventare famosa ha cantato per 15 anni nei vari ristoranti. Ha avuto anche una relazione con Anthony Desanglois, fondatore della webradio Laki Volna Disney.

## Discografia

### Singoli
- Kak ti stoi (2011)
- Njama da săm druga (2013) (feat. Anelia)
- Obratno v igrata (2018)

### Album
- Preslava (2004)
- Dyavolsko Zhelanie (Дяволско желание) (2005)
- Intriga (Интрига) (2006)
- Ne Sam Angel (Не съм ангел) (2007)
- Pazi Se Ot Priyatelki (Пази се от приятелки) (2009)
- Kak Ti Stoi (Как ти стои) (2011)
- Da Gori V Lyubov (Да Гори в Лубов) (2019)

### DVD
- Best video Selection - 2008
- Payner DVD Collection 16 - 2008
- Šest godini planeta TV - 2007
- Payner DVD Collection 15 - 2007
- Planeta derby - 2007
- Payner DVD Collection 14 - 2007
- Payner summer hits - 2007
- Proletno parti - 2007
- Planeta prima - 2006

### Raccolte
- Payner hit sezoni - prolet - 2008
- Hitovete na planeta payner 6 - 2008
- 6 Godišni muzikalni nagradi na televizija Planeta - 2008
- Ljubov i nežnost - 2008
- Payner hit sezoni - zima - 2008
- Folk collection 3 - 2008
- Payner hit dueti - 2007
- Romantični baladi - 2007
- Payner hit sezoni - esen - 2007
- Payner hit bikini - 2007
- Folk collection 2 - 2007
- 5 Godišni muzikalni nagradi na televizija Planeta - 2007
- Payner hit sezoni - prolet - 2007
- Folk collection 1 - 2006
- Magijata ljubov - 2006
- Payner hit sezoni - esen - 2006
- Strasti - 2006
- Osem plus - 2006
- Payner hit bikini - 2006
- Kogato sâmne - 2006
- Ritâmât na sârceto - 2006
- Payner hit zona - 2006
- Payner hit sezoni - prolet - 2006
- Iskam iskam - 2005
- Payner hit sezoni - esen - 2005
- Payner hit bikini - 2005
- Payner summer hits - 2005
- Midnight ballads - 2005
- Payner hit sezoni - prolet - 2005
- Muzikalna treska - 2005
- Nežna e noštta - 2005
- DJ - folk collection - 2005
- Party time
- Hitovete na Planeta Payner - 2005
- Za teb - 2004
- Čat Čat - 2004
- Payner hit bikini - 2004
- Payner hit sezoni - esen - 2004
- Payner summer hits - 2004
- Payner best ballads - 2004
- Payner hit dueti - 2004

## Tour
- Planeta Prima 2005 (2005)
- Planeta Prima 2006 (2006)
- Planeta Derby 2007 (2007)
- Planeta Derby Plus 2008 (2008)
- Planeta Derby 2009 (2009)
- Planeta Derby 2010 (2010)
- Preslava USA Tour (2012)
- Planeta Summer 2014 (2014)